# Pseudocolopteryx
A Pseudocolopteryx a madarak (Aves) osztályának verébalakúak (Passeriformes) rendjébe és a királygébicsfélék (Tyrannidae) családjába tartozó nem.

## Rendszerezésük
A nemet Miguel Lillo írta le 1905-ben, az alábbi 4 vagy 5 faj tartozik ide:
- Pseudocolopteryx sclateri
- Pseudocolopteryx acutipennis
- Pseudocolopteryx dinelliana
- Pseudocolopteryx flaviventris
- Pseudocolopteryx citreola[1]